# Ghazl El Mahalla SC
Der Ghazl El Mahalla Sporting Club (arabisch نادي غزل المحلة الرياضي, DMG Nādī Ġazl al-Maḥalla ar-Riyāḍī) ist ein ägyptischer Fußballklub mit Sitz in der Stadt al-Mahalla al-Kubra im Gouvernement al-Gharbiyya.

## Geschichte
Der Klub wurde aus einer kleinen Sportgruppe englischer Mitarbeiter der Spinnerei und Weberei Misr gegründet. Im Jahr 1947 begann man im Ghazl El Mahalla Stadion in einer Liga für Betriebsmannschaften aktiv zu spielen. Seine erste Spielzeit in der ägyptischen Premier League hatte die Mannschaft in der Saison 1956/57, welche man mit 22:30 Punkten auf dem zwölften Platz abschloss. In den ersten Jahren rettete sich die Mannschaft mehrfach vor dem Abstieg. Die Saison 1960/61 endete für den Klub beinahe mit dem ersten Abstieg, jedoch verhinderte eine Erweiterung nebst Zwei-Gruppen-Aufteilung der ersten Liga den Abstieg. Auch nachdem die Liga für die folgenden Spielzeiten wieder verkleinert wurde, konnte sich der Klub weiter im Mittelfeld halten.
Nachdem von 1967 bis 1972 keine ordentliche Meisterschaft ausgetragen oder beendet werden konnte, fand die Saison 1972/73 komplett statt und Mahallah gewann erstmals die Meisterschaft. Aufgrund des Jom-Kippur-Krieges konnte auch die darauffolgende Saison nicht abgeschlossen werden. Den einzigen internationalen Auftritt hatte der Klub dann im Vorläufer der CAF Champions League, dem African Cup of Champions, in der Saison 1974. Hier erreichte die Mannschaft das Finale, verlor jedoch in Hin- und Rückspiel mit 2:4 und 1:2 gegen CARA Brazzaville aus der Republik Kongo.
In der in zwei Gruppen aufgeteilten Saison 1975/76 erreichte der Klub in seiner Gruppe A zwar sogar vor al Zamalek den Gruppensieg, scheiterte jedoch im Finale nach Hin- und Rückspiel deutlich mit 0:5 an al Ahly. In den folgenden Jahren erreichte man noch mehrmals das Finale des ägyptischen Pokals, konnte diesen jedoch nie gewinnen. Auch in der Liga hielt man sich zwar öfters Mal im oberen Drittel auf, für den Sprung an die Spitze reichte es jedoch nicht mehr. Nachdem es dann man sich in den nächsten Jahren eher im unteren Teil der Tabelle einrichtete, kam eine Aufstockung der Liga zur Saison 1995/96 und die damit verbundene Mehrzahl der Absteiger zu einer Unzeit für den Klub. Mit 29 Punkten nach 30 gespielten Partien musste der Klub über den 13. Platz nach mehreren Jahrzehnten erstmals wieder absteigen.
Direkt zur Saison 1997/98 kehrte die Mannschaft aber wieder zurück und platzierte sich prompt im Mittelfeld der Liga. Es sollte jedoch nicht so ruhig bleiben, nach der darauffolgenden Spielzeit gab es zwar wieder weniger Absteiger, bedingt durch den 12. Platz musste Ghazl Mahallah jedoch trotzdem an einer Abstiegsrelegation teilnehmen. Dieses verlor die Mannschaft dann gegen den El Koroum SC und musste damit, nach dem Klassenerhalt in der vergangenen Saison, dann doch wieder absteigen. Als Vizepokalsieger des nationalen Pokals durfte die Mannschaft dann aber als Zweitligist noch an der Erstaustragung des ägyptischen Superpokals teilnehmen. Dort verlor man jedoch dann mit 2:1 nach Verlängerung bei al Zamalek. Die Saison 2001/02 bestritt man dann nach etwas längerer Abstinenz als noch zuvor wieder im Oberhaus. Mit 35 Punkten konnte man sich dann auf dem vierten Platz positionieren, wobei man hier einen Abstand von 18 Punkten auf die Top-3-Klubs vorzuweisen hatte. Mit den Jahren hielt man sich weiter in der Liga. Die Saison 2005/06 endete schließlich mit nur 27 Punkten, womit man sich mit lediglich einem Zähler vor den Abstiegsplätzen positionierte. Dies war jedoch nur ein Ausrutscher und die nächsten Spielzeiten liefen wieder normal ab. Nach einer etwas schlechteren Spielzeit 2008/09 endete die Runde 2009/10 dann mit 31 Punkten auf dem 14. Platz und damit erneut mit dem Abstieg.
Zur Saison 2011/12 stieg die Mannschaft dann aber direkt wieder auf. Diese Spielzeit wurde jedoch von den Stadion-Ausschreitungen von Port Said im Februar 2012 überschattet und durch diese auch abgebrochen. Die Folgesaison konnte ursprünglich wie geplant stattfinden, im Juli 2013 kam es durch die Absetzung des ägyptischen Präsidenten Mohammed Mursi aber erneut zu einem Saisonabbruch, dies half Ghazl, da diese in der in Gruppen ausgespielten Spielzeit mit 11 Punkte den letzten Platz wahrnahmen und damit nicht erneut absteigen mussten. Die Saison 2013/14 wurde dann wieder in zwei Gruppen ausgespielt. In der Gruppe A belegte die Mannschaft dann hier den 10. Platz mit 19 Punkten und musste so doch schlussendlich absteigen. Ab nun hatte das Team wohl endgültig den Status einer Fahrstuhlmannschaft inne. Zur Saison 2015/16 stieg der Klub wieder auf, musste mit lediglich 13 Punkten aber auch sofort wieder absteigen. Die Saison 2019/20 konnte der Klub in der zweiten Liga dann in seiner Gruppe C mit 47 Punkten auf dem ersten Platz abschließen und so wieder aufsteigen. In der Aufstiegssaison 2020/21 platzierte man sich dann mit 35 Punkten auf dem 14. Platz und konnte somit die Liga erst einmal wieder halten.

## Erfolge

### National
- Ägyptische Premier League (1)
  - Meister: 1973
  - Vizemeister: 1976
- Ägyptischer Fußballpokal
  - Finalist: 1975, 1979, 1986, 1993, 1995, 2001
- Ägyptischer Fußball-Supercup
  - Finalist: 2002

### International
- CAF Champions League
  - Finalist: 1974